# كاسر الحجر الأندرسوني
كاسر الحجر الأندرسوني (الاسم العلمي:Saxifraga andersonii) هو نوع من النباتات يتبع جنس كاسر الحجر من فصيلة كاسرات الحجر.